# I’m Not a F**king Princess
I’m Not a F**king Princess (Originaltitel: My Little Princess) ist ein französisch-rumänisches Filmdrama der Regisseurin Eva Ionesco.

## Handlung
Violetta wird von ihrer „Mamie“ („Omi“) aufgezogen. Ihre Mutter Hanna versucht, vom Fotografieren zu leben, und träumt davon, eines Tages als Künstlerin berühmt zu werden. Um den Durchbruch zu schaffen, schreckt sie auch nicht davor zurück, sich mit Männern von zweifelhaftem Ruf zu treffen. Die Mutter besucht ihre Tochter nur ab und zu, aber während einer dieser Gelegenheiten kommt ihr die Idee, ihre Tochter sei ein potenzielles Fotomodell. Sie beginnt, sie als solches zu benutzen, was dazu führt, dass ihre Tochter von Gleichaltrigen entfremdet wird. Das geht so weit, dass ihre Klassenkameraden sie beleidigen und verstoßen. Dann verstirbt die Oma, womit die erzieherische Verantwortung nun allein bei Hanna liegt, die prompt beginnt, beim Fotografieren ihrer Tochter die Grenzen des Akzeptablen zu überschreiten. Violetta muss sogar strippen und, obwohl erst 11 Jahre alt, vor der Kamera eindeutige sexuelle Posen einnehmen. Schließlich steht Hannas Sorgerecht für Violetta zur Debatte.

## Hintergrund
Der Film beruht auf Erinnerungen der Regisseurin an ihre Mutter, die bekannte Kunstfotografin Irina Ionesco, deren Aufnahmen von ihrer kindlichen und heranwachsenden Tochter in den siebziger Jahren Diskussionen entfachten, bezüglich eines offensichtlichen oder unterstellten pädophilen Subtexts dieser Fotografien.
Zur Produktion meinte die Regisseurin:

„‚Diesen Film wollte anfangs keiner produzieren‘, erzählt Regisseurin Ionesco. ‚Sie fanden zwar das Drehbuch toll, aber alle hatten Angst, sich in einer pädophilen Geschichte wiederzufinden und mein persönliches Drama auf der Leinwand zu wiederholen.‘“

Der Film stellt eine Situation dar, die auf den ersten Blick paradox erscheint: Während sie der allgemeinen Öffentlichkeit immer mehr von ihrer Tochter enthüllt, scheint die Tochter der Mutter selbst immer fremder zu werden und umgekehrt. Anamaria Vartolomei und Isabelle Huppert spielen diesen Mangel an gegenseitiger Anteilnahme so überzeugend, dass Kritiker ihnen sogar unterstellt haben, dass sie als Schauspielerinnen unzureichend interagieren würden.
Die Schauspielerin Huppert meinte:

„Eva Ionesco gab mir keinerlei autobiografische Ratschläge, erzählte mir nie von der realen Härte dieser Beziehung. Sie war klug genug, zu verstehen, dass der Film als Fiktion wesentlich interessanter würde.“

## Kritik
Das Fazit der Besprechung in Cinefacts (siehe unten) besagt, dass manche Zuschauer bei der Betrachtung des Films zu dem Eindruck kommen können, die Regisseurin habe die Verfilmung dieser Geschichte auch als eine Art künstlerische Eigentherapie betrieben. Isabelle Huppert erklärte in einem Interview mit der FAZ, dass der Filmdreh für sie trotz all ihrer Routine eine seltsame Erfahrung gewesen sei, weil sie sich dabei als die Mutter der Regisseurin gefühlt hätte.

„Das Drama einer ausbeuterischen Mutter-Tochter-Beziehung ist zugleich ein Versuch der Regisseurin, ihre Kindheit zu bewältigen.“

„Es ist immer so eine Sache, wenn ein Buch- oder Filmstoff sich ausschließlich aus eigens gelebtem Leben nährt, wenn das Autobiographische derart stark ist, dass daneben nichts besteht und die Fiktionalisierung zur Marginalie gerät. Eine Gratwanderung, die gelingen kann. Autorin und Regisseurin Eva Ionesco ist sie gänzlich misslungen“

„Die Nachwuchsschauspielerin Anamaria Vartolomei überzeugt als junges Mädchen, für die der Traum ihrer Mutter von einer Künstlerkarriere im Paris der 70er Jahre zum Alptraum wird“

## Auszeichnungen
Bei der César-Verleihung 2012 gab es Nominierungen in den Kategorien Bester Erstlingsfilm und Beste Kostüme.